# لئونید بارتنف
لئونید بارتنف (روسی: Леонид Владимирович Бартенев؛ ۱۰ اکتبر ۱۹۳۳ – ۱۷ نوامبر ۲۰۲۱) ورزشکار دو و میدانی اهل اوکراین بود.